# Vallée de Kullu
Pour l’article homonyme, voir Kulu.
La vallée de Kullu est une vallée située dans l'Himachal Pradesh, en Inde, près de Manali.
En raison de la faible altitude et du climat tempéré, elle est très fertile et verdoyante. Le riz est cultivé en terrasses. C'est surtout la qualité de ses pommes qui fait la renommée de cette vallée.